# Chāypāreh
Chāypāreh (persiska: چايپاره, شهرستان چايپاره) är en delprovins (shahrestan) i Iran.   Den ligger i provinsen Västazarbaijan, i den nordvästra delen av landet, 700 km nordväst om huvudstaden Teheran.
Delprovinsen hade 47 292 invånare 2016.